# قطعنامه ۲۰۹۰ شورای امنیت
قطعنامهٔ ۲۰۹۰ شورای امنیت سازمان ملل متحد سندی بین‌المللی دربارهٔ وضعیت در بوروندی است. این قطعنامه طی نشست شورای امنیت سازمان ملل متحد در تاریخ ۱۳ فوریه ۲۰۱۳ میلادی با ۱۵ رأی موافق، ۰ مخالف و ۰ ممتنع به تصویب رسید.